# Stegehus
 Ikke at forveksle med Stegeborg (Sverige).
Stegehus eller Stegeborg var en kongelig borg, der lå i Stege på Møn fra 1200-tallet til 1534, hvor den i forbindelse med Grevens Fejde blev revet ned. Det var en stærk borg, og sammen med Steges øvrige befæstning, var den ved flere lejligheder med til at beskytte byen. Den lå på det nuværende havneområde i Stege, hvor der i dag findes et supermarked. Arkæologiske udgravninger har vist tre byggefaser fra hhv. 1200-, 1300- og 1400-tallet.
Den lagde navn til Stegehus Len, der eksisterede frem til 1664, og er afbildet på Steges byvåben.

## Historie
Borgen blev sandsynligvis opført af Valdemar Sejr i begyndelsen af 1200-tallet på en naturlig holm ved næsset på den nordlige side af Stege Nor. Den nævnes første gang i 1247, hvor Erik Plovpenning holdt sin halvbror hertug Knud Valdemarsen fanget på borgen. Han blev dog befriet igen allerede sammme år eller senest i 1248 af lübeckerne. I 1254 kom Henrik af Æmeltorp med lübeckernes hjælp kortvarigt i besiddelse af borgen. Den nævnes i 1266 som Stekeborh. Stege by blev anlagt i forbindelse med borgen i 1200-tallet. Sammen med Jungshoved Slot og Vordingborg Slot har Stegehus været med til at kontrollere den vigtige handelsrute mellem Novgorod og Slesvig via Falsterbo.
Den yngste del af borgen, der var opført i træ, er ved hjælp af dendrokronologi blevet dateret til 1267. Disse undersøgelser har også vist, at borgen blev udvidet med en bulvæg. Mod land blev der opstillet en palisade, og voldgraven blev gjort dybere, fra 0,5 til omkring 3 m. På dette tidspunkt har der også stået en teglstensbygning på borgbanken. I 1288 under de fredløses krig blev borgen angrebet af de fredløse, mens fyrst Vitslav 1. af Rügen (sv) havde den i forlening. I 1290 nævnes en tysk adelsmand ved navn Hintze Falkenhagen, der er lensmand på borgen.
Stegehus kom i 1310 tilbage i kronens besiddelse. I 1314 gennemgik borgen en større renovering, som omfattede en større voldgrav beklædt med træ. De nederst 1,5-3 m af egeplankerne på ydersiden af voldgraven blev fundet under udgravninger i 2000. Det er ikke helt sikkert, hvem der stod for renoveringen, dog tyder meget på, at det kunne være Erik Menved, men det kan også have været Vitslav 2. af Rügen (no), der på dette tidspunkt havde pant i Møn. I 1315 blev der holdt møde på Stegehus om en forestående krig mod Brandenburg og Stralsund, der var en del af Menveds plan om at genvinde herredømmet over Østersøen.
Valdemar Atterdag udvidede borgen omkring 1370, angiveligt med tre tårne og en kraftig ringmur, hvor der er tegn på endnu en byggefase.
I 1508 blev den danske rigsråd Anders Bentsen Bille gift med adelsfruen Pernille Krognos på Stegehus. Under Bille blev Stege i 1510 angrebet af hansestaden Lübeck efter at de havde nedbrændt både Stubbekøbing og Borre, men byen formåede at forsvare sig, bl.a. ved hjælp af Stegehus. Deres nederlag var så stort, at de helt måtte trække sig fra øen. Det samme gentog sig i 1522.
Under Grevens Fejde var rigsråd Anders Bentsen Bille lensmand på borgen. Han tilsluttede sig Frederik 1.'s søn Hertug Christian (3.), mens byens borgere støttede Christian 2. I 1534 forlod han borgen, som han havde sikret var behørigt befæstet, fordi lübeckerne var ankret op i dansk farvand. Byens borgere fik ved list erobret borgen, og begyndte straks at rive den ned. Kun ladegården, som lå længere inde på land i byens sydligste ende op mod Stege Kirke, blev skånet. Da grev Christoffer kom til øen belønnede han borgerne for deres loyalitet mod Christian 2. med breve på Ulvshale og Ulvshale Fang (Hegneden Skove).
Kongelige breve af 22. maj 1557 og 19. april 1558 viser, at det var Christian 3.'s hensigt at genopføre borgen, men dette skete aldrig. Byvolden fortsatte dog med at have betydning som byens forsvar frem til svenskekrigene i 1658.
Et litografi fra 1710 viser borgens ruiner, og dette er den eneste reelle afbildning af borgen, som findes. Borgen har lagt grund til Stege byvåben, der kendes tilbage fra middelalderen, men dette skal sandsynligvis ses mere som en heraldisk gengivelse.
De sidste rester af ruinen forsvandt omkring år 1800.
I moderne tid har borgen været helt væk, men stedet blev af Nationalmuseet udgravet omkring 1977. I dag er der bygget en Netto, hvor borgen fandtes.